# شیما کورکماز
شیما کورکماز (ترکی استانبولی: Şeyma Korkmaz؛ زادهٔ ۲۰ دسامبر ۱۹۸۸) بازیگر اهل ترکیه است. وی از سال ۲۰۱۱ میلادی تاکنون مشغول فعالیت بوده‌است.
از فیلم‌ها یا برنامه‌های تلویزیونی که وی در آن نقش داشته‌است می‌توان به مرا ببخش، کمی روشنایی روز و خواهر و برادرانم اشاره کرد.